# Agelanthus prunifolius
Agelanthus prunifolius är en tvåhjärtbladig växtart som först beskrevs av Ernst Meyer och William Henry Harvey, och fick sitt nu gällande namn av R. M. Polhill & D. Wiens. Agelanthus prunifolius ingår i släktet Agelanthus och familjen Loranthaceae. Inga underarter finns listade i Catalogue of Life.